# 周祖翼
周 祖翼（しゅう そよく、1965年1月 - ）は、中華人民共和国の官僚、政治家。現職は中国共産党福建省委員会書記。

## 経歴
1965年1月、浙江省台州専区天台県で生まれる。1984年、浙江大学理学学士課程を経て、1989年同済大学理学博士課程修了。1989年に大学卒業と同時に同校の教職員となった。以後、海洋地質・地球物理学部研究員、副系主任、系党総支部書記、理学院党委員会書記、同済大学党委員会副書記兼副校長（学長）を歴任した。
2008年11月、上海市党委員会組織部副部長に転任。
2011年11月、同済大学党委員会書記に任命。
2014年8月、党中央組織部に移り、部務委員兼幹部二局局長に任命される。2016年10月、副部長に任命。2019年5月、中央機構編制委員会弁公室主任を兼務する。
2022年5月、中央に移り、中華人民共和国人力資源社会保障部党組書記に就任。6月、部長を兼務。
2022年11月13日、尹力の後任として福建省党委員会書記に就任した。